# Marujita Díaz
María del Dulce Nombre Díaz Ruiz, conocida como Marujita Díaz (Sevilla, 27 de abril de 1932-Madrid, 23 de junio de 2015), fue una actriz, vedette y cantante española, gloria del cine español en los años 1950 y 1960. Fue considerada la Reina de la Revista Española. Hizo teatro, revista musical, cine y televisión, abordando géneros como el pasodoble, la copla, el cuplé, la zarzuela, el tango y el charlestón.

## Biografía

### Primeros años
Nació en el barrio sevillano de Triana; fue la menor de dos hermanas. Hija de Emilio Díaz Navas (1891-1951) quien trabajaba inicialmente de carpintero y posteriormente fue tramoyista del Teatro Nuevo Apolo, y de Rafaela Ruiz Melgarejo (1900-1974). Tenía una hermana mayor, Emilia Díaz Ruiz (1929-2014). Dicen que empezó a cantar incluso antes de saber hablar. Debutó en el teatro infantil a los seis años, en una obra infantil, y más tarde a otro juvenil, Los Marinos Sevillanos, con los que intervino en numerosas galas por toda Andalucía. Después pasa a Las Murgas, una famosa agrupación sevillana en la que gana siete duros diarios.
En el cine debutó a los diecinueve años con La cigarra (1948), de la mano de Tony Leblanc.
Actriz dramática con una notable vena cómica alcanzó cierto éxito en el cine en los años 1960 gracias al tirón de las comedias de esta época, por lo cual interpretaba papeles similares en sus películas.

### Apogeo: 1950-1970
Empezó su andadura en el cine en títulos del cine folclórico como El sueño de Andalucía o La cigarra.
En 1950, la productora CIFESA le ofreció un contrato cinematográfico en exclusiva durante dos años, que le permitió seguir haciendo teatro. En 1958, representó a España en la Primera semana del Cine Español en América, recorriendo Caracas, Lima, Quito y Guayaquil. Obtuvo un contrato para la televisión cubana durante nueve meses. Finalizado ese tiempo actúa para la televisión venezolana, panameña y de Puerto Rico. También actúa en los night-clubs de la cadena Hilton, los más famosos y caros hoteles del mundo.
En los años del hambre, en que el cine era una de las escasas y baratas distracciones de la España de la época, Marujita Díaz se convirtió en una de las «folclóricas», etiqueta que clasificaba a aquellas artistas que triunfaban con temas de raigambre andaluza, llevando sueños, ilusiones y alegría a través de la pantalla a cuantos espectadores buscaban evadirse de sus problemas.
Durante la década de los cincuenta, Marujita Díaz se alzó con el título de la Reina de la Copla, género que reinventó y modernizó haciéndolo más digerible para toda clase de público.
José Antonio Nieves Conde le rendirá homenaje en una de las películas más importantes del cine español Surcos (1951), obra maestra del cine español inspirada en el neorrealismo italiano. Alcanzó el protagonismo en películas como El pescador de coplas o Puebla de las mujeres, y prosiguió su profesión como actriz sin abandonar nunca su carrera teatral que es donde se formó como artista. Alcanzó sus mayores éxitos con películas como Pelusa, La casta Susana, Y después del cuplé o La cumparsita.
En los años sesenta Marujita Díaz dedicó una parte de su tiempo a la revista musical española. Alternó la revista musical, la zarzuela, tango, la televisión y el cine hasta la década de 1990.
En 1961 obtuvo el premio del Sindicato Nacional del Espectáculo a la mejor actriz, el máximo galardón que existía en aquella época en España para recompensar el trabajo de los actores, por la película Pelusa. Ese mismo año dicha película fue escogida para representar a España en el Festival Internacional de Viña del Mar. En 1961, el diario Pueblo la eligió Popular. Tres años más tarde, los lectores le otorgaron de nuevo esa distinción. A comienzos de los ochenta reapareció en Iberoamérica a cargo de una compañía propia compuesta por veinticinco miembros.
Galardonada en varias ocasiones, en 2001 fue premiada durante la gala inaugural de la XIV Semana de Cine Español «Costa del Sol-Estepona». Después de su época dorada en el cine, teatro y musicales, Marujita Díaz siguió reteniendo su fama en la televisión durante la década de 1990 y en los años 2000 fue la primera protagonista habitual de las revistas del corazón y los platós de televisión, a veces por noticias polémicas y controvertidas.

### Teatro musical
En el teatro musical desarrolló una extensa carrera alternando diversos géneros que van desde la revista más clásica a la zarzuela de corte madrileño: A todo color; Las 4 copas; La princesa Alegría; La fierecilla domada; Bésame Catalina; Caridad de noche; Chorizos y polacos; Madrid, Madrid; Agua, azucarillos y aguardiente; La verbena de la Paloma; Revista, revista, siempre revista; Si Eva fuera española; Cantando los cuarenta; La Gran Vía; De Madrid al cielo; El oso y el madrileño...
Entre sus canciones más conocidas se encuentran «Soldadito español» y «Banderita», en los que hizo gala de un patriotismo que a menudo se ha utilizado en su contra. Destacan además sus versiones de cuplés de principios de siglo («Si vas a París, papá», «Señores, venga alegría»), algunas coplas («Mi jaca»), temas de la revista («Luna de España», «La Lola», «La novia de España») o piezas de la zarzuela («Soldado de Nápoles», «Tango de la Menegilda»). Tampoco debemos olvidar su faceta tanguera, con versiones de «A media luz», «Adiós, Pampa mía», «Mi Buenos Aires querido» o «El choclo». También destacan otras canciones conocidas como «Madre, cómprame un negro», «Qué te pasa con mamá», «Mama, cómprame unas botas», «Parque de María Luisa», «La tarántula», «Pégame, mon petit», «Llévame a Pekín», «Soy madrileña», «Al Uruguay», «Carmen de España».

### Televisión y radio
En televisión presentó en 1976 un programa dedicado al género de la revista titulado Música y estrellas y en radio colaboró con Encarna Sánchez en el espacio Directamente Encarna de la Cadena COPE entre 1988 y 1996. A partir de la década de 1990 incrementó su presencia en prensa y televisión, mayormente por razones sentimentales, siendo muy conocida su relación con el televisivo Dinio García. Su carácter desinhibido y su desparpajo la convirtieron en un personaje recurrente en coloquios y entrevistas, que la mantuvieron en el candelero mucho después de haber cesado en su actividad artística. Desde 2009 hasta 2015 colaboró esporádicamente en el programa Sálvame del canal Telecinco.

### Muerte

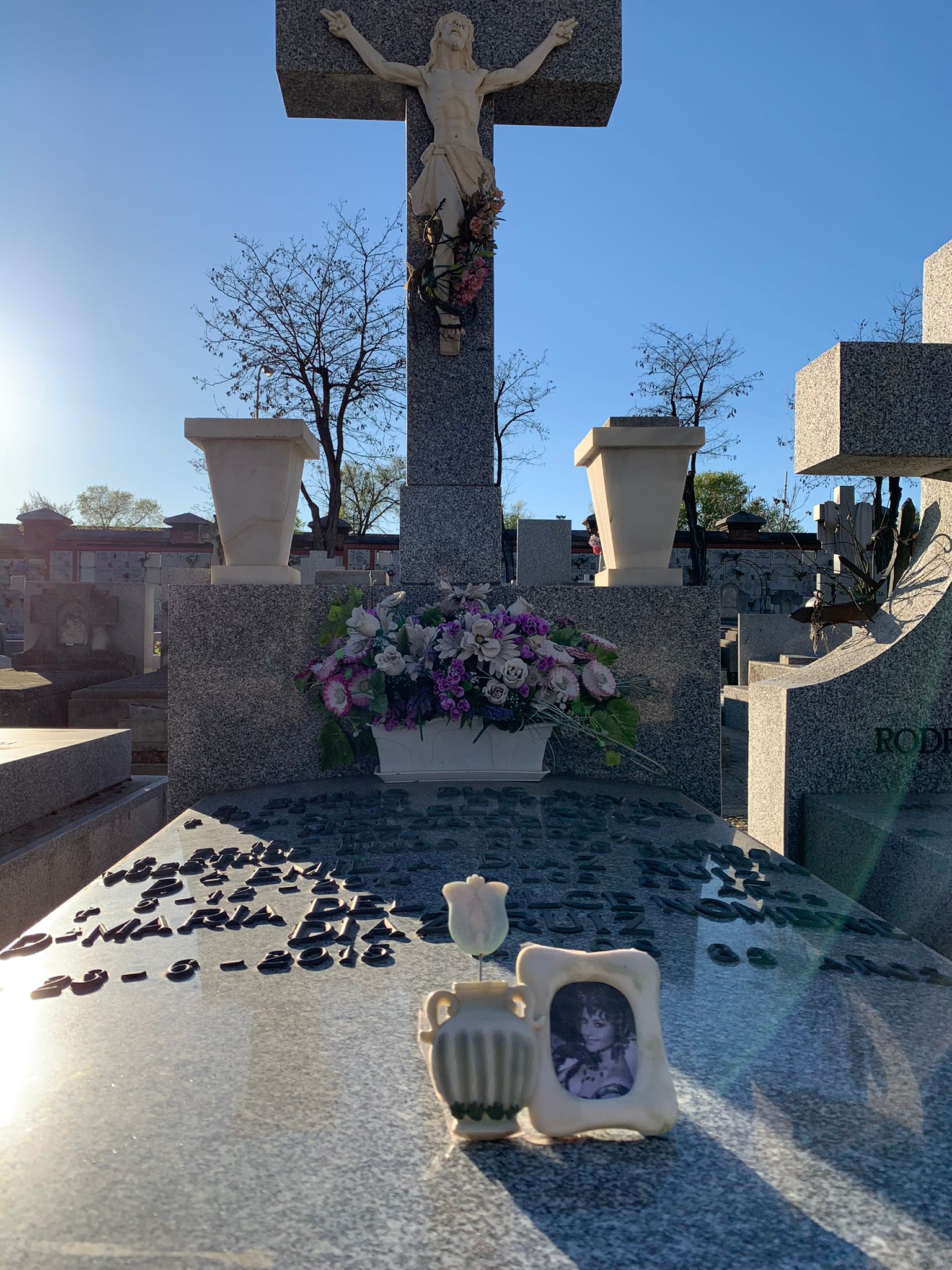
Tumba de Marujita Díaz.

Murió en Madrid, el 23 de junio de 2015, tras haber estado varios días ingresada en el Hospital de la Luz de la ciudad por problemas de salud, que pudo ser debido por problemas de pulmón, aunque en un principio, se sospechaba que podría haber sido a causa de un cáncer de colon, que se le había diagnosticado en 2010. Fue incinerada en el cementerio de La Almudena de Madrid y sus cenizas fueron esparcidas la mitad en Sevilla y la otra mitad inhumadas en el Cementerio de La Almudena, en el panteón familiar donde están enterrados sus padres y su hermana.

## Vida privada
Estuvo casada en dos ocasiones, primero con Espartaco Santoni en 1958, junto al que creó la productora Producciones Cinematográficas MD. El matrimonio duró tres años. Posteriormente el 18 de marzo de 1964 contrajo matrimonio con el bailarín Antonio Gades en la madrileña ermita de San Antonio de la Florida, actuando como padrinos Luis Escobar y Lucía Bosé, unión que duró veinte meses. En 1982 el matrimonio fue declarado nulo. En 1999 durante un viaje a Cuba, conoció a un joven con el que protagonizó una historia de amor. Se trataba del cubano Dinio García Leiva. La pareja vino a vivir a España y tres años más tarde, en 2002 se separaron. En mayo de 2013, se reconciliaron en el plató de Sálvame Deluxe.
Sufrió varios abortos espontáneos, uno estando casada con Espartaco Santoni actuando en un espectáculo. A pesar de todas las relaciones sentimentales por las que pasó Marujita Díaz, nunca tuvo hijos.
Tiene una calle con su nombre en Torremolinos.
El 17 de octubre de 2017 se cumplió la última voluntad de la artista, que fue poner a la venta su amplio vestuario artístico, joyas y complementos en la joyería Molina Cuevas de Madrid. El dinero recaudado fue destinado a mensajeros de la paz. En el año de su fallecimiento se pusieron a la venta su mobiliario y objetos personales para fines solidarios, como así deseaba.

## Filmografía

### Cine
| Año  | Título                                                                 | País / Países          | Director                               | Notas / Papel                                                            |
| ---- | ---------------------------------------------------------------------- | ---------------------- | -------------------------------------- | ------------------------------------------------------------------------ |
| 1948 | La cigarra                                                             | España                 | Florián Rey                            |                                                                          |
| 1949 | Aventuras de Esparadrapo                                               | España                 | Ángel de Echenique                     | Actriz de doblaje                                                        |
| 1949 | La tienda de antigüedades                                              | España                 | José María Elorrieta                   |                                                                          |
| 1950 | La revoltosa                                                           | España                 | José Díaz Morales                      | Cantaora                                                                 |
| 1950 | El rey de Sierra Morena                                                | España                 | Adolfo Aznar                           |                                                                          |
| 1951 | El sueño de Andalucía / Andalousie                                     | Francia España         | Luis Lucia, Robert Vernay              |                                                                          |
| 1951 | Una cubana en España                                                   | España Argentina Cuba  | Luis Bayón Herrera                     | Rosita                                                                   |
| 1951 | Surcos                                                                 | España                 | José Antonio Nieves Conde              | Cuatro premios del Sindicato Nacional del Espectáculo                    |
| 1952 | ¡Ay, tu madre...! o Aventuras y desventuras de Eduardini               | España                 | Fernando Robles Polo                   |                                                                          |
| 1953 | Puebla de las mujeres                                                  | España                 | Antonio del Amo                        | Juanita la Rosa                                                          |
| 1954 | El pescador de coplas                                                  | España                 | Antonio del Amo                        | María del Mar                                                            |
| 1955 | El ceniciento                                                          | España                 | Juan Lladó                             | Rosa                                                                     |
| 1955 | Good Bye, Sevilla (Adiós, Sevilla)                                     | España                 | Ignacio F. Iquino                      |                                                                          |
| 1957 | Polvorilla                                                             | España                 | Florián Rey                            |                                                                          |
| 1957 | El genio alegre                                                        | España                 | Gonzalo Delgrás                        |                                                                          |
| 1957 | Ángeles sin cielo / Il ragazzo dal cuore di fango / Gioventù disperata | España Italia          | Sergio Corbucci, Carlos Arévalo Calvet | Carmen                                                                   |
| 1959 | Y después del cuplé                                                    | España                 | Ernesto Arancibia                      | Lupe Candelas                                                            |
| 1960 | La corista                                                             | España                 | José María Elorrieta                   | Marieta                                                                  |
| 1960 | Tres angelitos negros                                                  | México                 | Fernando Cortés                        |                                                                          |
| 1960 | Pelusa                                                                 | España                 | Javier Setó                            | Pelusa / Premio Nacional del Sindicato del Espectáculo a la mejor actriz |
| 1961 | Canción de arrabal / La cumparsita                                     | España Argentina       | Enrique Carreras                       | Gloria Rivero / Producción de Marujita Díaz (M.D. Films)                 |
| 1962 | Abuelita Charlestón                                                    | España                 | Javier Setó                            | Rosaura, Rosalía / Producción de Marujita Díaz (M.D. Films)              |
| 1963 | Han robado una estrella                                                | España                 | Javier Setó                            | Producción de Marujita Díaz (M.D. Films)                                 |
| 1963 | El globo azul / Lulú                                                   | España                 | Javier Setó                            | Lulú                                                                     |
| 1963 | La casta Susana / La chaste Suzanne                                    | España Francia         | Luis César Amadori                     | Susana                                                                   |
| 1963 | El valle de las espadas                                                | España                 | Javier Setó                            | Producción de Marujita Díaz (M.D. Films)                                 |
| 1964 | El escándalo                                                           | España                 | Javier Setó                            | Producción de Marujita Díaz (M.D. Films)                                 |
| 1964 | Visitando a las estrellas                                              | España                 | Julián de la Flor                      |                                                                          |
| 1965 | La pérgola de las flores                                               | España Argentina Chile | Román Viñoly Barreto                   | Carmelita / Primer premio a la mejor película argentina                  |
| 1966 | La mujer de tu prójimo / El noveno mandamiento                         | España Argentina       | Enrique Carreras                       | Producción de Marujita Díaz (M.D. Films)                                 |
| 1968 | Flash 22                                                               | España                 | Félix Martialay                        | Cortometraje                                                             |
| 1971 | Las amantes del diablo / I diabolici convegni                          | España Italia          | José María Elorrieta                   |                                                                          |
| 1971 | Carmen Boom / Grazie zio, ci provo anch'io                             | España Italia          | Nick Nostro                            | Carmen                                                                   |
| 1974 | La boda o la vida                                                      | España                 | Rafael Romero Marchent                 | Ella misma                                                               |
| 1975 | Canciones de nuestra vida                                              | España                 | Eduardo Manzanos Brochero              |                                                                          |
| 1976 | El avispero                                                            | España                 | Ramón Barco                            |                                                                          |
| 1978 | Deseo carnal                                                           | España                 | Manuel Iglesias                        | Ana                                                                      |
| 1980 | La reina de la Isla de las Perlas                                      | España                 | Víctor Barrera                         |                                                                          |
| 1998 | Tesoro                                                                 | España                 | Miguel Ángel Vivas                     | Cortometraje                                                             |
| 2007 | El secreto de la abuela                                                | España                 | Belén Anguas                           |                                                                          |

### Teatro
- Monserrat (1941) (bailarina clásica)
- Charito y el remendón (1943)
- Cinco minutos nada menos (1944)
- La murga (1944-1947)
- Yo soy casado, señorita (1948). Muñoz Román
- Petit Café (1949)
- A todo color (1948-1950). Dirigida por Cayetano Luca de Tena
- ¡Eres un sol! (1949). Hermanos Antonio y Manuel Paso
- Las cuatro copas (1951-1958)
- Siete vedettes
- Los cuatro besos (1952)
- El baile (1953)
- La princesa Alegría (1959-1960)
- La fierecilla domada
- Bésame, Catalina (Kiss me, Kate) (1963)
- Caridad de noche (Las noches de Gabiria) (Sweet Charity) (1967-1968, 1982), de Neil Simon. Dirección: Ricardo Ferrantes
- Chorizos y polacos (1984-1985). Dirigida por José Luis Alonso en La Zarzuela. Fragmento vídeo: https://m.youtube.com/watch?v=_G5uko_nOgY
- Madrid, Madrid (1992)
- Agua, azucarillos y aguardiente (1986)
- La verbena de la Paloma (1987)
- Revista, revista, siempre revista (1983-1984)
- Si Eva fuera española (1968-1969)
- Cantando los cuarenta (1979-1980)
- La Gran Vía
- De Madrid al cielo (1966)
- El oso y el madrileño (1972, 1974)
- El pescador de coplas
- Gigantes y cabezudos
- Luces de Madrid. Dirigida por Daniel Montorio Fajó
- Hoy como ayer
- La Mafia... la Rafia y la tía Cambalafia (1978)
- Voz para la copla (1992)
- Sevilla y la copla (1993).

### Televisión

#### Como actriz
- Cómo nos reímos: «Las cómicas» (2014)
- 50 años de (2010)
- Memòries de la tele (2008)
- Morancos 007 (2007)
- Kety no para (1997) episodio 8: «Doña Inés del alma mía»
- Truhanes (1993)
- Canciones de nuestra vida (1975)
- Sábado 64 (1965).

#### Programas
- Música y estrellas (1976), presentadora
- El legado de los cuplés (2019), documental de Canal Sur
- Antonio Molina, el mito (1996), colaboración
- Tiempo al tiempo (2001-2002), tertuliana
- T con T (2014), invitada
- Cine de barrio (2001-2003-2013), colaboración e invitada
- Sálvame (2009-2015), colaboradora e invitada esporádica
- Sálvame deluxe (2009-2014), invitada esporádica
- DEC, invitada
- Territorio comanche (Telemadrid), colaboración
- Tómbola (1998-2000), invitada
- Qué tiempo tan feliz (2010-2011), invitada
- Vuélveme loca (2011), invitada
- Los mejores años de nuestra vida (2009), colaboración
- Hormigas blancas (2007), invitada
- Sábado dolce vita (2006-2007), invitada
- Salsa rosa (2005-2006), invitada
- Bienaventurados (2006), invitada
- En antena (2006), invitada
- El programa de Ana Rosa (2005), invitada
- La tierra de las 1000 músicas (2005), documental
- Crónicas marcianas (2004), invitada
- Todos con la copla (2003), colaboración
- Especial Diario de Patricia, programa 500 (2003), invitada
- A corazón abierto (2003), invitada
- Día a día (2002), invitada
- Abierto al anochecer (2002), invitada
- Grandes de la copla (2001), colaboración
- Amigos en la noche (2001), colaboración
- Moros y cristianos (2001), colaboración
- Verano, verano (1999), colaboración
- Noche de fiesta (1999), colaboración
- Espejo secreto (1998), invitada
- Esos locos bajitos (1998), invitada
- La llamada de la suerte (1998), invitada
- Furor (1998), invitada
- Hoy es posible (1997), invitada
- En exclusiva (1997), invitada
- A reír que son dos días (1997), invitada
- Suena la copla (1996), invitada
- Coplas de verano (1996), colaboración
- Cita con la vida (1996), invitada
- Refrescante 95 (1995), colaboración
- Esto es espectáculo (1995), colaboración
- Ay Lola, Lolita, Lola (1995), invitada
- Quédate con la copla (1992)
- Querida Concha (1992), invitada
- ¡Hola Raffaella! (1992), invitada
- Un día es un día (1990), invitada
- Las coplas (1990), colaboración
- Pero ¿esto qué es? (1989), invitada
- Entre amigos (1986), invitada
- La noche del cine español (1986), invitada
- Bla bla bla (1983), colaboración
- Cosas (1980), invitada
- 300 millones (1979), colaboración
- Aplauso  (1979), colaboración
- Especial Nochevieja de 1978 (1978), colaboración
- Cantares (1978), colaboración
- Programa de fin de año (1975), colaboración
- ¡Señoras y señores! (1974), colaboración
- Gran premio (1967), colaboración
- Noche del sábado (1965-1966), colaboración
- Aquí el segundo programa (1966), colaboración
- Noche de estrellas (1965), colaboración
- Gran parada (1964), colaboración.

### Radio
- Directamente Encarna (COPE), colaboradora (1989-1996)

## Discografía
- 2011: La copla española, v. 27
- 2009: Lo mejor de Marujita Díaz, v. 2
- 2009: Lo mejor de Marujita Díaz, v. 1
- 1999: La revista musical española, v. 9
- 1996: Marujita Díaz en el cine. Hispavox, D.L.
- 1996: Siempre cantando: sus nuevas canciones. KMC Records, D.L.
- 1996: Siempre cantando. KMC Records, D.L.
- 1992: Marujita Díaz. Serdisco, D.L.
- 1978: Éxitos de Marujita Díaz. Hispavox, D.L.
- 1976: Música y estrellas. Discos CBS, D.L.
- 1976: La picaresca de Marujita Díaz. Discovox, D.L.
- 1975: Marujita Díaz. Zafiro, D.L.
- 1975: Cantes y canciones. Marfer, D.L.
- 1974: Cielo andaluz, confesión. Diresa, D.L.
- 1973: Éxitos de Marujita Díaz, v. 2. Hispavox, D.L.
- 1973: Tangos. D.L.
- 1971: Carmen Boom / Somos. Marfer
- 1970: Marujita Díaz. LP
- 1967: Tangos. Vergara, D.L.
- 1966  Marujita Díaz. EP, El Pichi + 3
- 1966: Marujita Díaz en «De Madrid al cielo». Barcelona Vergara, D.L.
- 1963: La casta Susana. Hispavox, D.L.
- 1963: La bella Lulú. Hispavox, D.L.
- 1961: Pelusa, Marujita Díaz en las canciones originales de la película. Hispavox, D.L.
- 1961: Canciones de la película «La cumparsita» (7", sencillo)
- 1961: Canciones de la película «Abuelita Charlestón». Montilla, EPFM-215
- 1960: La corista, vol. 1. Hispavox, D.L
- 1960: La corista, vol. 2. Hispavox, D.L
- 1959: Y después del cuplé (7", EP). Hispavox, HH 17-93
- 1959: Y después del cuplé (7"). Hispavox, HH 17-94
- 1959: Noches de cabaret. Hispavox, D.L.
- 1959  La princesa Alegría. Ediciones Bistagne
- 1958: Las corsarias (banderita). Orquesta del Teatro Albéniz dirigida por Daniel Montorio. Montilla EPFM-9
- 1957: Éxitos de la película «Polvorilla». Hispavox, HH 1711
- 1957: Éxitos de la película «El genio alegre». Hispavox
- 1956: Creaciones de Marujita Díaz (LP). Hispavox
- 1956: Noche en España
- La pequeña tonquinesa
- 1951: Soleá la gitanilla, Soy madrileña. También llamado Las 4 coplas.
- 1950: Calerito: pasodoble torero. San Sebastián Fábrica de Discos Columbia.
- 1950: A todo color. Las copistas: pasacalles, Don Homobono: schottish. San Sebastián Fábrica de Discos Columbia.
- 1950: Eres un sol. ¡Que viene el toro!, Manolito Torremocha. San Sebastián Fábrica de Discos Columbia.
- 1949: Lo veo todo doble: guaracha; El lenguaje del abanico: tango bolero. Barcelona Compañía del Gramófono Odeón.
- 1948: ¡Yo soy casado, señorita!.

## Reconocimientos
- Premio del Sindicato Nacional del Espectáculo a la Mejor Actriz (1961).[17]
- Premio de Galas de la Prensa por ser la artista más célebre y meritoria del momento (1963).
- Premio Personaje Popular, otorgado por el Diario Pueblo (1961 y 1964).[18]
- Premio concedido por la Voz de Madrid (1974).
- Homenaje por el 17.º Festival de Cine Iberoamericano de Huelva (1991).
- Premio de Honor del Festival de Cine de la Costa del Sol (2001).
- Premio Codorniz de Plata, concedida por la Academia de Humor (2003).
- Premio Micrófono de Plata de RTVE, otorgado por la Asociación de Radio y Televisión de la Región de Murcia (2007).
- Calle en su honor en Torremolinos (Málaga).
- Homenaje por Ferrari, Chica Ferrari España (2012).[19]